# Penisola di Vatovskij
La penisola di Vatovskij (in russo полуостров Ватовского) si trova in Russia, nelle acque del mar del Giappone, e appartiene all'Ol'ginskij rajon, nel Territorio del Litorale (Circondario federale dell'Estremo Oriente).

## Geografia
La penisola delimita a sud-est la baia di Vladimir, è opposta alla penisola di Baljuzek e si trova a sud-est della penisola di Rudanovskij. La penisola di Vatovskij è la maggiore delle tre penisole della baia di Vladimir e racchiude a est la baia Južnaja (letteralmente: baia del sud). La sua altezza massima è di 231 m.

## Storia
La penisola fu raggiunta per la prima volta nel 1857 dalla corvetta a vapore America sotto il comando di Nikolaj Matveevič Čichačëv e ha preso il nome da un membro dell'equipaggio, il capitano di macchina Iosif Feofilovič Vatovskij (Иосиф Феофилович Ватовский).